# Çelebibağı, Erciş
Çelebibağı là một thị trấn thuộc thành phố Erciş, tỉnh Van, Thổ Nhĩ Kỳ. Dân số thời điểm năm 2011 là 13.46 người.